# 1636

## Събития
- 8 септември 1636: НАПРАВЕН Е ХАРВАРДСКИЯ УНИВЕРСИТЕТ

## Родени
- ноември – Адриан ван де Велде, холандски художник

## Починали
- 10 октомври – Питер Брьогел Младия, фламандски художник